# Roeselia venusta
Roeselia venusta är en fjärilsart som beskrevs av Brandt 1938. Roeselia venusta ingår i släktet Roeselia och familjen trågspinnare. Inga underarter finns listade.